# 三徳 (儒学)
三徳（さんとく）とは、儒学でいわれる3つの徳のこと。一般的には智・仁・勇の徳目をいう。

## 儒教的三徳
四書のひとつ『論語』に「智の人は惑わず、仁の人は憂えず、勇の人は恐れない」とあり、孔子は智・仁・勇を大いなる徳と見なしている。また、同じく四書に数えられる『中庸』には「好学近乎知、力行近乎仁、知恥近乎勇」とあって、「智仁勇の三者は天下の達徳なり」と述べ、「三達徳」（万人が修めるべき3つの徳）としている。
また、12世紀中国（南宋）の儒学者朱熹（朱子）が著した『中庸章句』には智仁勇の三徳を入道の門としている。

## 「三徳」の日本での展開
江戸時代初期の日本の儒者林羅山は、寛永年間（1624年-1643年）以降に著した自らの著作『三徳抄』において、朱子学（朱熹の学説）にもとづいて三徳を大まかに論じ、また、『中庸』における五達道との関連を述べながら三徳がたがいに他を含み合う関係にあると説明している。羅山はさらに、神道と儒学は同根であるという「神儒合一」を説き、日本神話中の「三種の神器」を「三徳の象徴」とみなした。
なお、南北朝時代の武将北畠親房は、『神皇正統記』（1343年）において、政道は正直・慈悲・智恵の三徳を具現化したものでならなければならないという論を展開したが、この三徳は知・仁・勇の儒教的三徳とほとんど同一視される。